# Cantó de Munster
El cantó de Munster (alsacià kanton Mínschter) és una divisió administrativa francesa situat al departament de l'Alt Rin i a la regió del Gran Est També forma part de la segona circumscripció de l'Alt Rin.

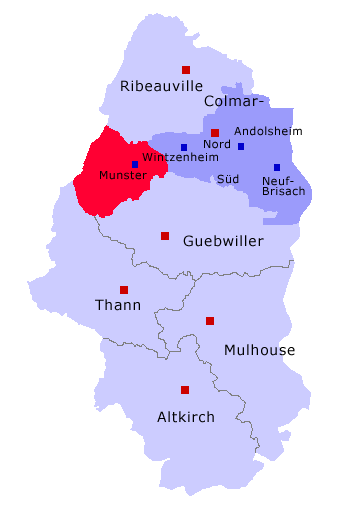
representació del cantó de Munster al districte de Colmar i al departament de l'Alt Rin

## Composició
El cantó aplega 16 comunes :
| Nom alsacià          | Nom francès             | Nom alemany |
| Braitebàch           | Breitenbach-Haut-Rhin   | Breitenbach |
| Eschbe im Dàl        | Eschbach-au-Val         | Eschbach    |
| Grischbe im Dàl      | Griesbach-au-Val        | Griesbach   |
| Gínschbe             | Gunsbach                | Gunsbach    |
| Hohrod               | Hohrod                  | Hohrod      |
| Lüttebà bi Mínschter | Luttenbach-près-Munster | Luttenbach  |
| Matzeràl             | Metzeral                | Metzeral    |
| Míttlàch             | Mittlach                | Mittlach    |
| Mílbe                | Muhlbach-sur-Munster    | Mühlbach    |
| Mínschter            | Munster (Haut-Rhin)     | Münster     |
| Sundernà             | Sondernach              | Sondernach  |
| Sulzbàch             | Soultzbach-les-Bains    | Sulzbach    |
| Sulzere              | Soultzeren              | Sulteren    |
| Stooswihr            | Stosswihr               | Stossweier  |
| Wàsserburig          | Wasserbourg             | Wasserburg  |
| Wihr ím Dàl          | Wihr-au-Val             | Weier       |

## Conseller general de l'Alt Rin
- 2004-2010: Pierre Gsell
- 1998-2004: Antoine Boithiot